# Das kalte Herz (2013)
Das kalte Herz ist ein deutscher Zeichentrickfilm von Hannes Rall aus dem Jahr 2013. Er beruht auf dem gleichnamigen Märchen von Wilhelm Hauff.

## Handlung
Peter Munk ist schwarz durch seine Arbeit mit Kohlen. Als er eines Tages Gefallen an Lisbeth gefunden hat, möchte er sein Leben als „Kohlenpeter“ – so wird er von den Leuten nur genannt – aufgeben und macht sich als Sonntagskind zum Glasmännlein auf. Dort weiß er den Vers nicht bis zum Ende und gelangt in das Reich des Holländer-Michel.

## Produktionsnotizen
Die Produktionszeit betrug 8 Jahre, bevor der Film auf dem internationalen Trickfilmfestival Stuttgart im Jahr 2013 uraufgeführt wurde. Der holzschnitthaft und expressionistisch anmutende Film besteht aus 20000 handgezeichneten Einzelbildern, die mit Bleistift und Pinsel auf Papier gezeichnet wurden, bevor sie am Computer coloriert wurden, nach dem Color Script des Disney-Farbdesigners Hans Bacher. Die Sprechrollen werden von den Schauspielern Philipp Moog, Sabrina Litzinger und Karl-Michael Vogler übernommen.